# Lena Stojković
Lena Stojković (* 3. Januar 2002) ist eine kroatische Taekwondoin.

## Erfolge
Stojković nahm 2018 mit 16 Jahren bei den Olympischen Jugend-Sommerspielen in Buenos Aires teil, wo sie in der Klasse bis 44 kg eine Bronzemedaille gewann.
Bei den Taekwondo-Europameisterschaften 2021, 2022 und 2024 gewann sie jeweils die Goldmedaille in der Gewichtsklasse bis 46 kg, ebenso bei den Taekwondo-Weltmeisterschaften 2022 und 2023 und den Europaspielen 2023.
Aufgrund ihrer Platzierung unter den besten fünf Athletinnen der olympischen Rangliste von World Taekwondo erhielt Stojković einen Quotenplatz für die Olympischen Sommerspiele in Paris 2024 in der Klasse bis 49 kg. Dort belegte sie den geteilten dritten Platz und gewann somit eine Bronzemedaille.